# مایکل راجرز
مایکل راجرز (انگلیسی: Michael S. Rogers؛ زادهٔ ۳۱ اکتبر ۱۹۵۹) ادمیرال بازنشسته نیروی دریایی ایالات متحده آمریکا است، که در فاصله سال‌های ۲۰۱۴ تا ۲۰۱۸ به‌عنوان دومین فرمانده ستاد فرماندهی سایبری ایالات متحده آمریکا فعالیت می‌کرد و با حفظ سمت، مدیر آژانس امنیت ملی و رئیس سرویس امنیت مرکزی بود.
راجرز فعالیت نظامی را از سال ۱۹۸۱ در نیروی دریایی آمریکا آغاز کرد، از ۲۰۰۹ تا ۲۰۱۱ مدیر اطلاعات ستاد مشترک نیروهای مسلح ایالات متحده آمریکا بود، در فاصله سال‌های ۲۰۱۱ تا ۲۰۱۴ فرماندهی سایبری ناوگان ایالات متحده آمریکا را برعهده داشت و با حفظ سمت، به‌عنوان فرمانده ناوگان دهم ایالات متحده آمریکا فعالیت می‌کرد.